# Suha (Tjentište, Foča, BiH)
Suha je naseljeno mjesto u općini Foča, Republika Srpska, BiH. Nalaze se s lijeve strane rijeke Sutjeske, unutar Nacionalnog parka Sutjeske, zapadno od rezervata Perućice. Preko Drine je Suški potok. Sa sjeverne strane okružuje ga rječica Hrčavka.
Godine 1962. godine pripojena je skupa s naseljem Mrkaljima naselju Tjentištu. (Sl.list NRBiH, br.47/62). 
Suha je 1962. većinski srpsko mjesto, a isticala se po tome što je u Podrinju bila među naseljima s relativno većim udjelom Hrvata od 9,15%, dok su drugdje u Podrinju Hrvati uglavnom znatno malobrojniji.

## Stanovništvo
| Narod     | Popis 1961. |
| --------- | ----------- |
| Hrvati    | 14          |
| Muslimani | 19          |
| Srbi      | 114         |
| ostali    |             |
| Ukupno    | 153         |